# لويد ليويلين بلاك
لويد ليويلين بلاك (بالإنجليزية: Lloyd Llewellyn Black)‏ هو محامي وقاضي أمريكي، ولد في 15 مارس 1889 في ليفنوورث في الولايات المتحدة، وتوفي في 23 أغسطس 1950.